# Barisis-aux-Bois
Barisis-aux-Bois, anciennement appelée Barisis, est une commune française située dans le département de l'Aisne en région Hauts-de-France.
La commune est au cœur de la  forêt domaniale de Saint-Gobain.

## Géographie

### Hydrographie

#### Réseau hydrographique
La commune est située dans le bassin Seine-Normandie. Elle est drainée par le ruisseau de Servais, le cours d'eau 01 de Briquenet, le ru de l'Aulnois, le cours d'eau 01 des Bouillards, le cours d'eau 01 du Baillon, le cours d'eau 02 de la commune de Barisis, le fossé 02 de la commune d'Amigny-Rouy et le fossé du Sart des Nonnains,,.
Le ruisseau de Servais, d'une longueur de 17 km, prend sa source dans la commune de Septvaux et se jette  dans l'Oise (rive gauche) à Amigny-Rouy, après avoir traversé sept communes.

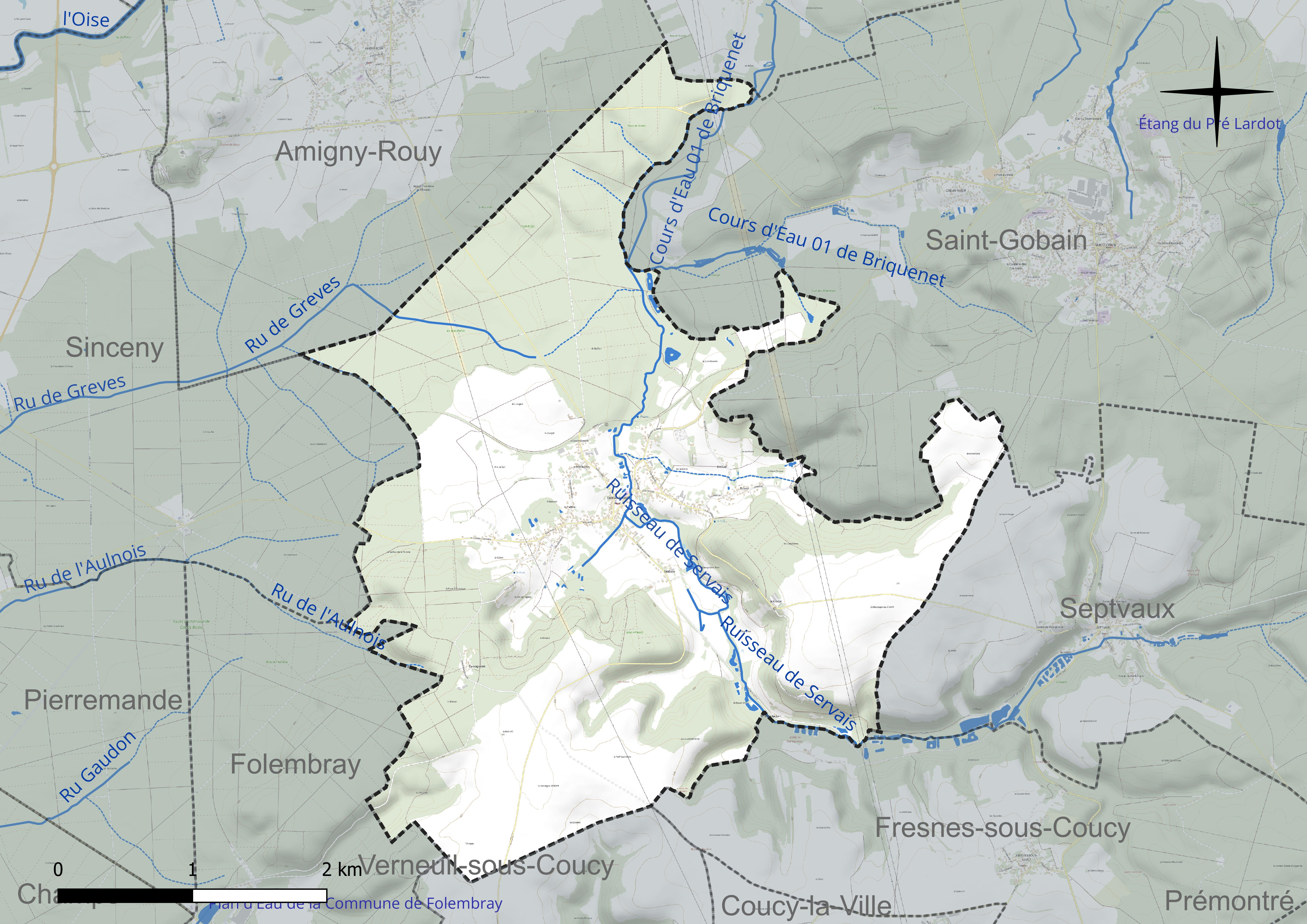
Réseau hydrographique de Barisis-aux-Bois.

#### Gestion et qualité des eaux
Le territoire communal est couvert par le schéma d'aménagement et de gestion des eaux (SAGE) « Oise moyenne ». Ce document de planification concerne un territoire de 1 013 km2 de superficie, délimité par le bassin versant de l'Oise moyenne. Le périmètre a été arrêté le 24 avril 2017 et le SAGE est, en 2024, encore en élaboration. La structure porteuse de l'élaboration et de la mise en œuvre est le syndicat mixte du SAGE Oise-Moyenne (SMOM).
La qualité des cours d'eau peut être consultée sur un site spécial géré par les agences de l'eau et l'Agence française pour la biodiversité.

### Climat
Pour des articles plus généraux, voir Climat des Hauts-de-France et Climat de l'Aisne.
En 2010, le climat de la commune est de type climat océanique dégradé des plaines du Centre et du Nord, selon une étude du CNRS s'appuyant sur une série de données couvrant la période 1971-2000. En 2020, Météo-France publie une typologie des climats de la France métropolitaine dans laquelle la commune est exposée à un climat océanique altéré et est dans la région climatique Nord-est du bassin Parisien, caractérisée par un ensoleillement médiocre, une pluviométrie moyenne régulièrement répartie au cours de l'année et un hiver froid (3 °C).
Pour la période 1971-2000, la température annuelle moyenne est de 10,6 °C, avec  une amplitude thermique annuelle de 15,1 °C. Le cumul annuel moyen de précipitations est de 722 mm, avec 11,3 jours de précipitations en janvier et 8,7 jours en juillet. Pour la période 1991-2020 la température moyenne annuelle observée sur la station météorologique la plus proche, située sur la commune de Chauny à 9 km à vol d'oiseau, est de 11,1 °C et le cumul annuel moyen de précipitations est de 709,9 mm,. Pour l'avenir, les paramètres climatiques de la commune estimés pour 2050 selon différents scénarios d'émission de gaz à effet de serre sont consultables sur un site spécial publié par Météo-France en novembre 2022.

## Urbanisme

### Typologie
Au 1er janvier 2024, Barisis-aux-Bois est catégorisée bourg rural, selon la nouvelle grille communale de densité à 7 niveaux définie par l'Insee en 2022.
Elle est située hors unité urbaine et hors attraction des villes,.

### Occupation des sols
L'occupation des sols de la commune, telle qu'elle ressort de la base de données européenne d'occupation biophysique des sols Corine Land Cover (CLC), est marquée par l'importance des forêts et milieux semi-naturels (50,2 % en 2018), une proportion sensiblement équivalente à celle de 1990 (50,6 %). La répartition détaillée en 2018 est la suivante : 
forêts (50,2 %), terres arables (38 %), zones urbanisées (6,5 %), zones agricoles hétérogènes (2,8 %), prairies (2,6 %).
L'évolution de l'occupation des sols de la commune et de ses infrastructures peut être observée sur les différentes représentations cartographiques du territoire : la carte de Cassini (XVIIIe siècle), la carte d'état-major (1820-1866) et les cartes ou photos aériennes de l'IGN pour la période actuelle (1950 à aujourd'hui).

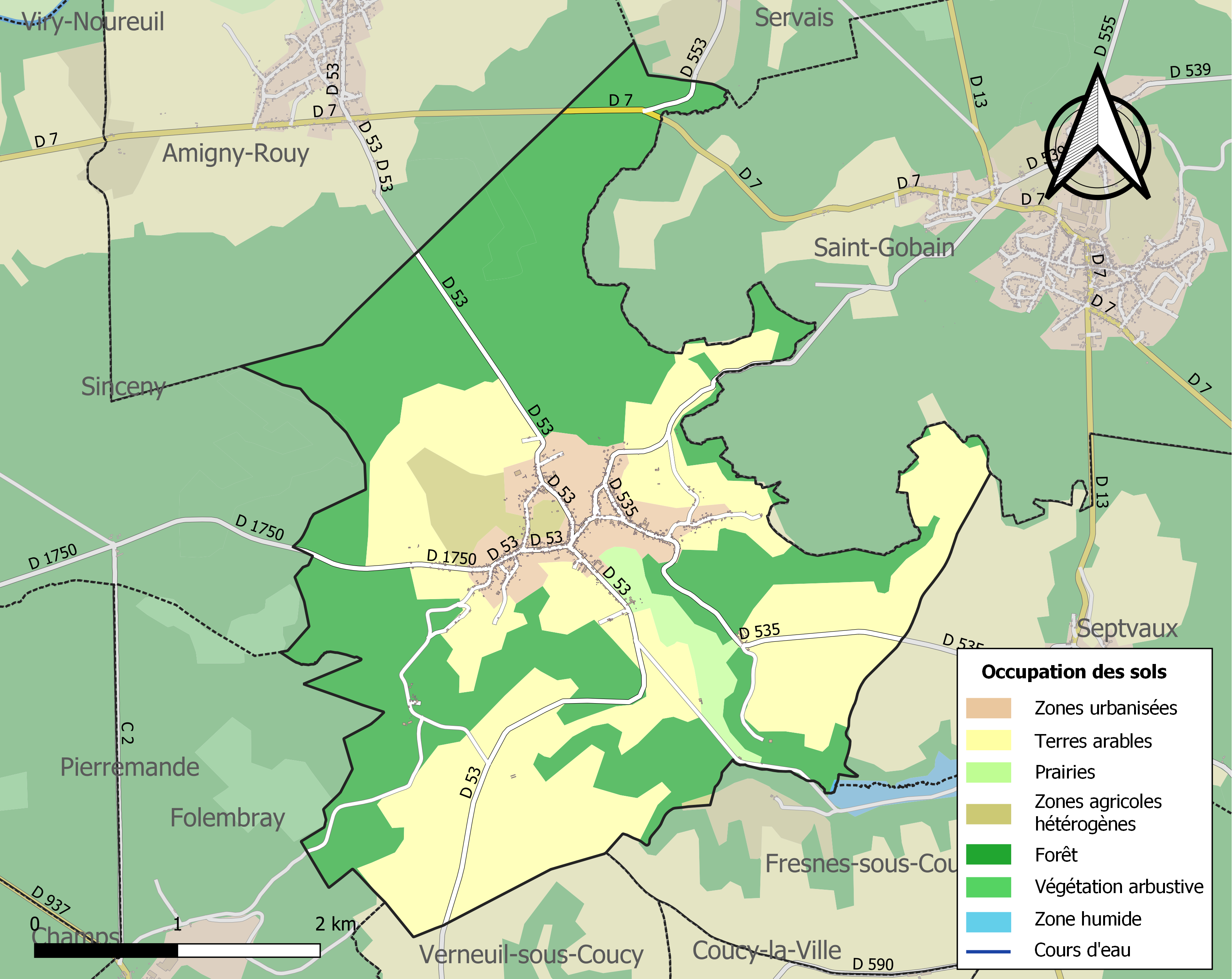
Carte des infrastructures et de l'occupation des sols de la commune en 2018 (CLC).

## Toponymie
Le nom de la localité est attesté sous les formes Villa nuncupata Barisiacum (662) ; Barisiacus (840) ; Barisiacum-Sancti-Amandi (XIIe siècle) ; Barisetum ; Bairesy (1305) ; Barisy (1340) ; Barrisy (1422) ; Bairzy (1518) ; Barsy (1531) ; Barisis (1533) ; Baresis (1555) ; Bairesis (1580) ; Barzis (1599) ; Bairezy (1676) ; Barezis (1687) ; Barizy ; Barisis-au-Bois (1768).
Sous les Mérovingiens, on désignait Barisis sous le nom de Barrisiacum ou Barisiacus, puis les Capétiens ont employé le terme de Barisi ou Barisy, finalement en 1768, le village prit le nom qui est le sien aujourd'hui: Barisis.

Si l'orthographe de Barisis est inscrite au Bulletin des lois de 1801, on trouve au préalable l'orthographe Barizis. Le nom Barisis-aux-Bois en remplacement de Barisis est officiellement applicable depuis le 6 décembre 2014.

Sa localisation au milieu des bois est certainement à l'origine de la variante d'aujourd'hui « Barisis-aux-Bois »  que l'on voit apparaître dans les registres à partir de 1902.

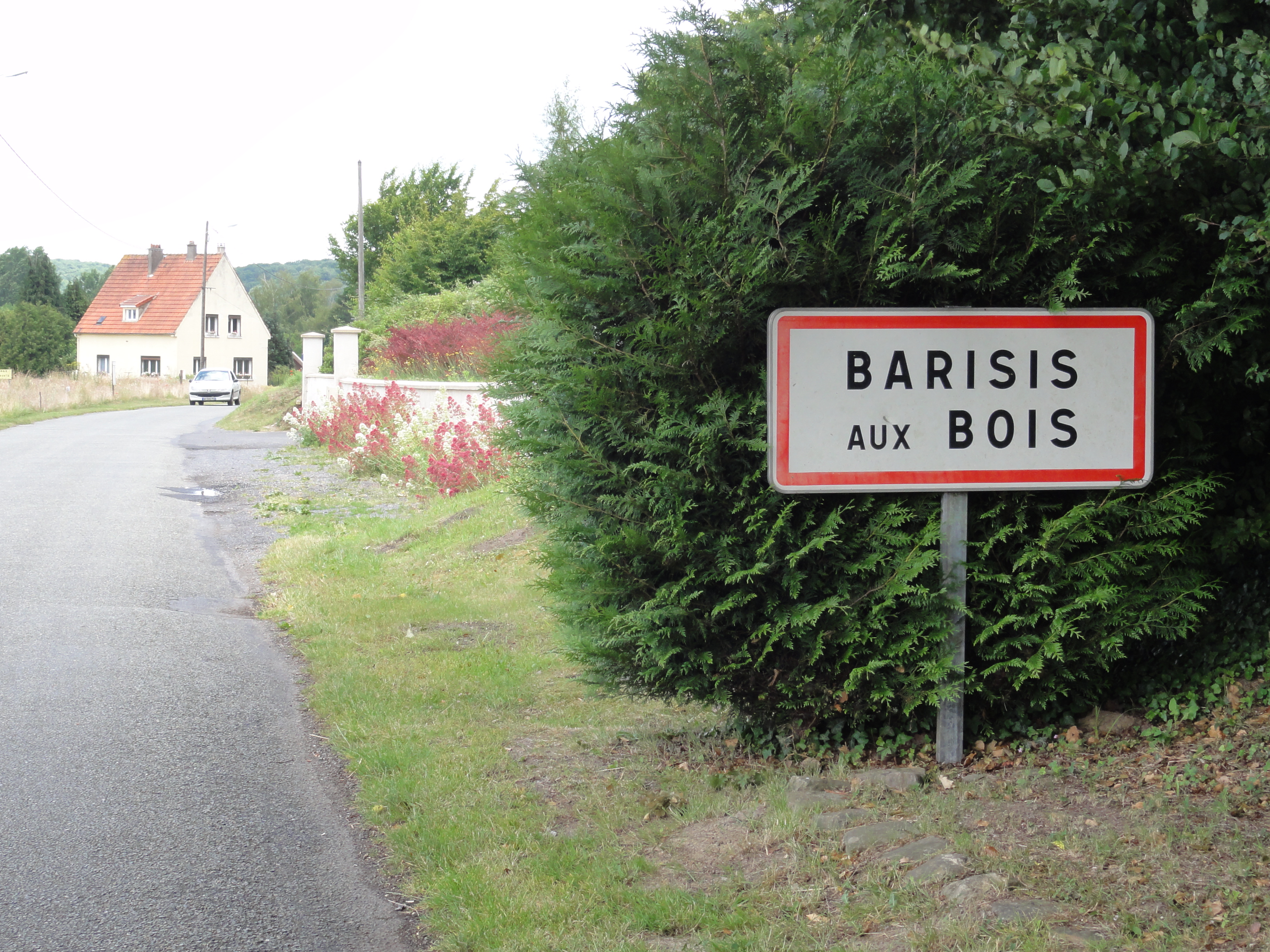
Entrée de Barisis-aux-Bois.
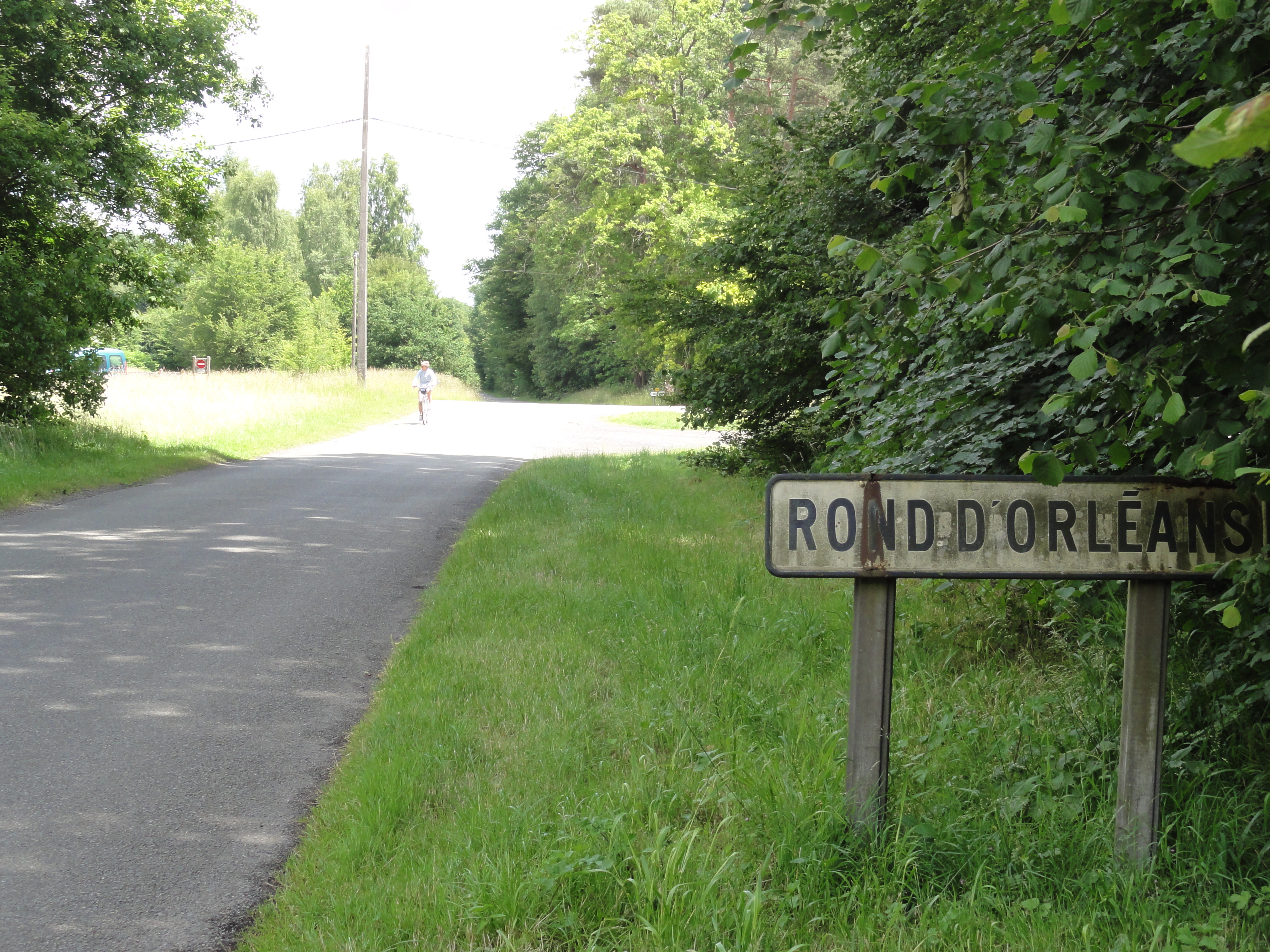
Entrée de Rond d'Orléans.

## Histoire

### Chemin de fer
Barisis-aux-Bois possédait une gare sur l'ancienne ligne de Chauny à Saint-Gobain et au Rond d'Orléans il y avait une halte sur cette ligne.
Près de la gare, il y avait aussi une sucrerie

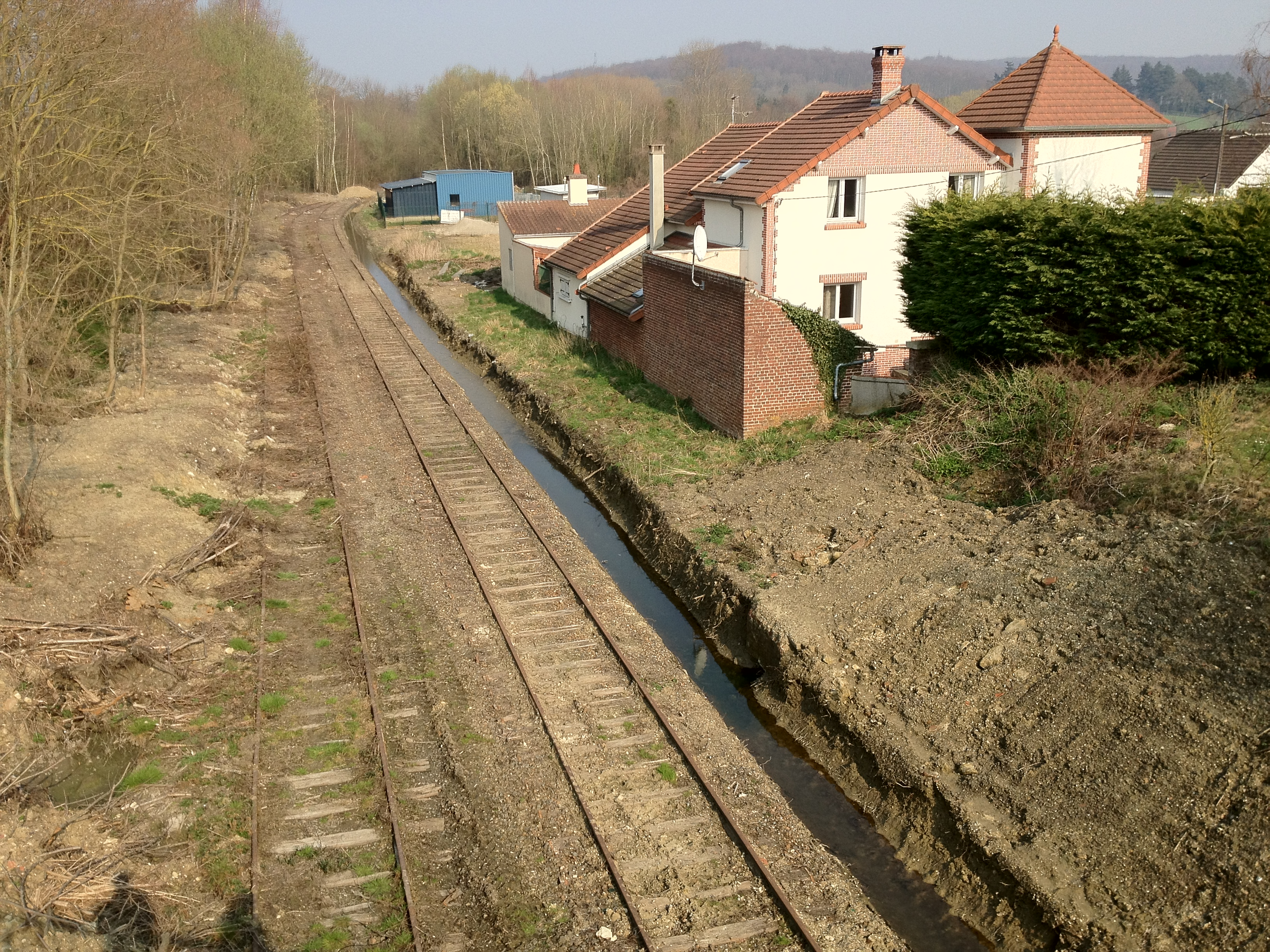
Ancienne gare de Barisis.
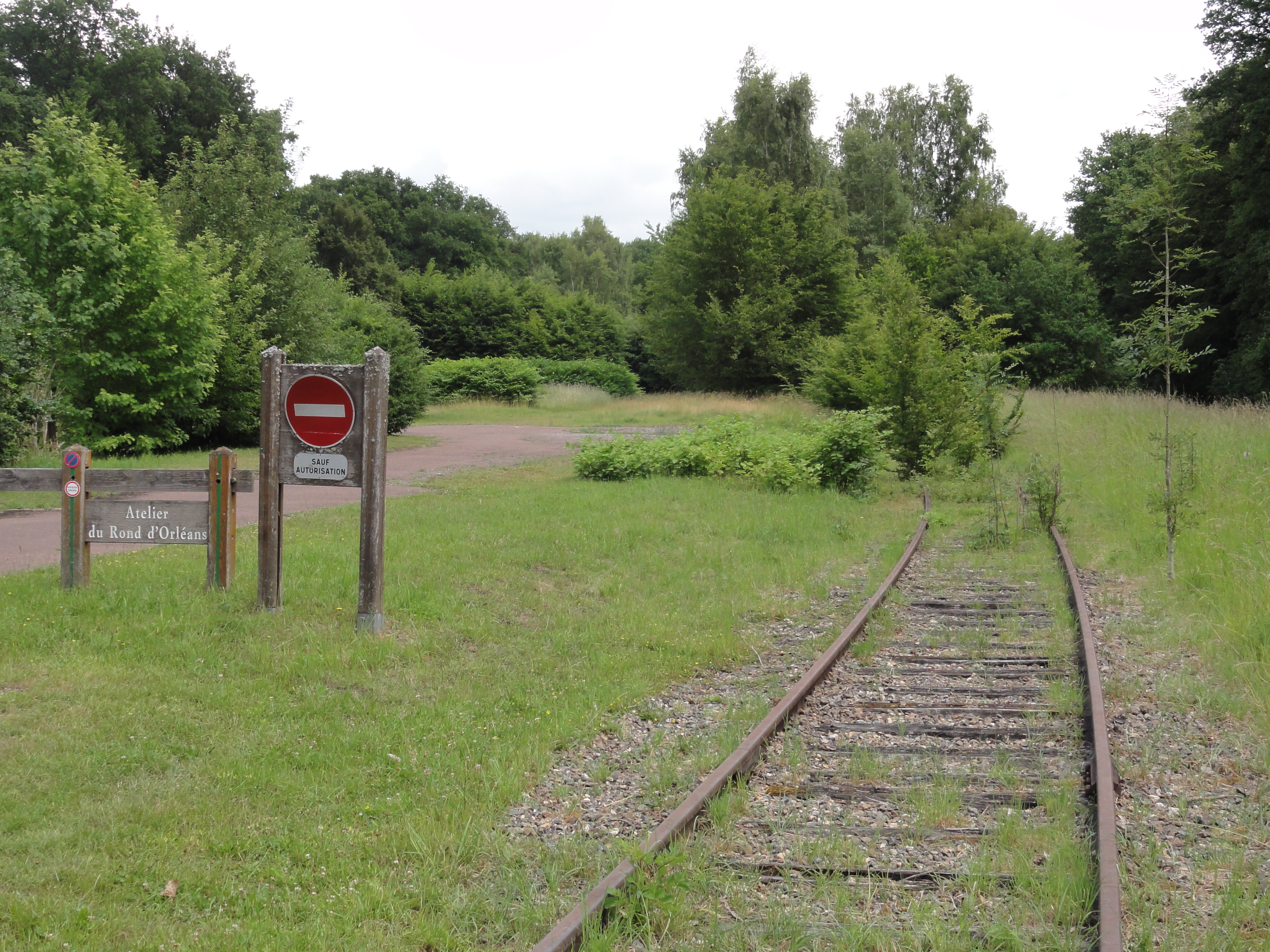
Ancienne voie ferrée au Rond d'Orléans.
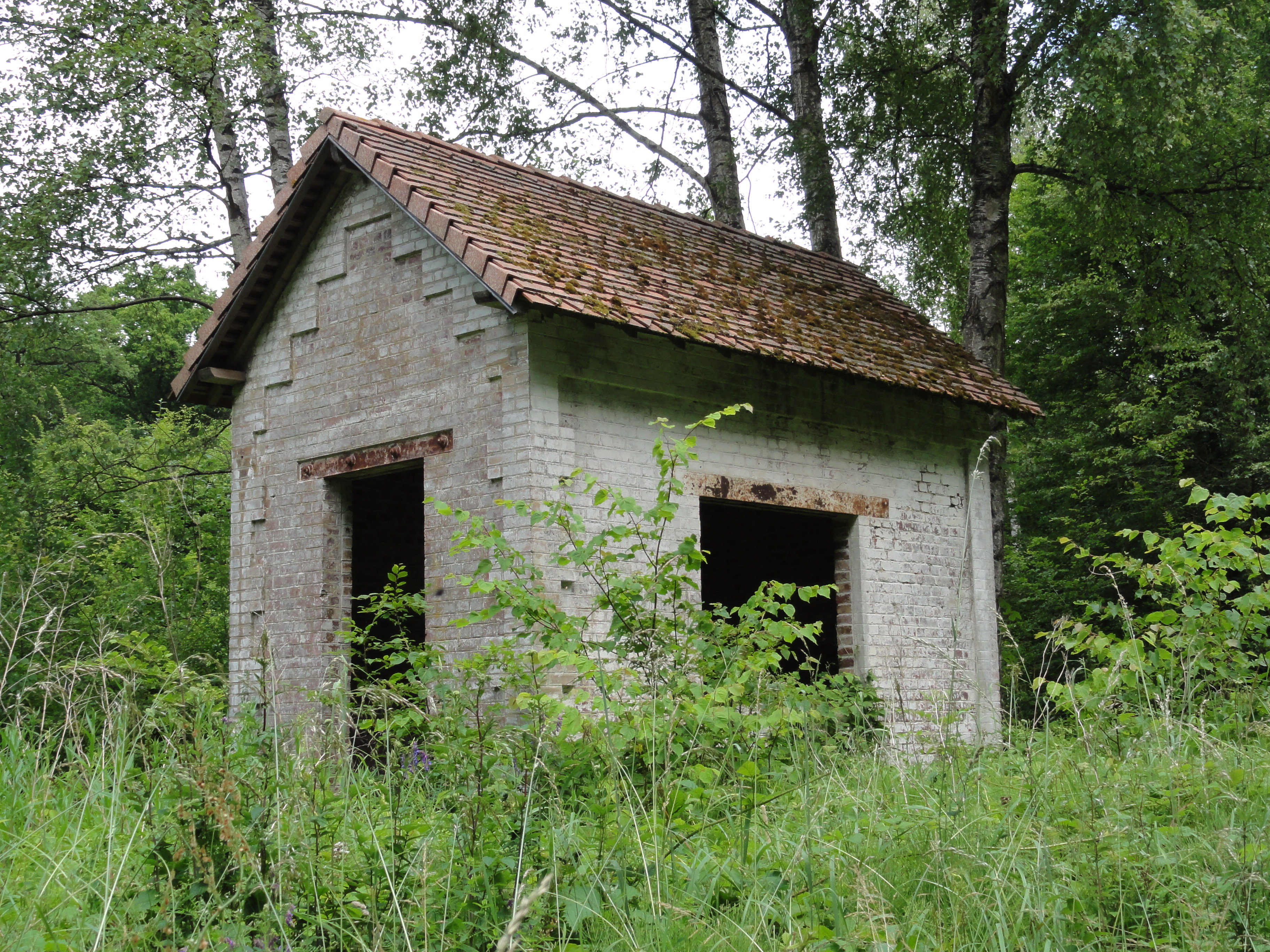
Ancienne halte du Rond d'Orléans.

### Commerces
Autrefois, il s'y tenait un commerce important de chanvre et de porcs connu sous les noms de lins de Bérisi et de cochons de Barisis.

## Politique et administration

### Découpage territorial
La commune de Barisis-aux-Bois est membre de la communauté de communes Picardie des Châteaux, un établissement public de coopération intercommunale (EPCI) à fiscalité propre créé le 1er janvier 2017 dont le siège est à Pinon. Ce dernier est par ailleurs membre d'autres groupements intercommunaux.
Sur le plan administratif, elle est rattachée à l'arrondissement de Laon, au département de l'Aisne et à la région Hauts-de-France. Sur le plan électoral, elle dépend du  canton de Vic-sur-Aisne pour l'élection des conseillers départementaux, depuis le redécoupage cantonal de 2014 entré en vigueur en 2015, et de la quatrième circonscription de l'Aisne  pour les élections législatives, depuis le dernier découpage électoral de 2010.

### Administration municipale
| Période                                  | Période                   | Identité                    | Étiquette | Qualité                            |
| ---------------------------------------- | ------------------------- | --------------------------- | --------- | ---------------------------------- |
| Les données manquantes sont à compléter. |                           |                             |           |                                    |
| aant 1877                                | après 1879                | Ribaut                      |           |                                    |
| mars 1977                                | mars 1983                 | Marie Claire Dejean-Ficheau |           |                                    |
| avril 1983                               | mars 2001                 | Paul Nimal                  |           |                                    |
| mars 2001                                | mars 2008                 | Michèle Geais               | PS        |                                    |
| mars 2008                                | mars 2008                 | Didier Lemée                |           |                                    |
| avril 2008                               | décembre 2016             | François Bobo               |           | Président de la CCVA (2014 → 2016) |
| mars 2017                                | En cours (au 6 juin 2020) | Guy Pernaut                 |           | Réélu pour le mandat 2020-2026     |

## Démographie
L'évolution du nombre d'habitants est connue à travers les recensements de la population effectués dans la commune depuis 1793. Pour les communes de moins de 10 000 habitants, une enquête de recensement portant sur toute la population est réalisée tous les cinq ans, les populations de référence des années intermédiaires étant quant à elles estimées par interpolation ou extrapolation. Pour la commune, le premier recensement exhaustif entrant dans le cadre du nouveau dispositif a été réalisé en 2008.

En 2022, la commune comptait 746 habitants, en évolution de +0,4 % par rapport à 2016 (Aisne : −1,97 %, France hors Mayotte : +2,11 %).
| 1793 | 1800  | 1806 | 1821  | 1831  | 1836  | 1841  | 1846  | 1851  |
| ---- | ----- | ---- | ----- | ----- | ----- | ----- | ----- | ----- |
| 834  | 1 003 | 967  | 1 078 | 1 207 | 1 241 | 1 231 | 1 288 | 1 193 |

| 1856  | 1861  | 1866  | 1872  | 1876  | 1881 | 1886 | 1891 | 1896 |
| ----- | ----- | ----- | ----- | ----- | ---- | ---- | ---- | ---- |
| 1 068 | 1 091 | 1 077 | 1 025 | 1 024 | 943  | 917  | 876  | 847  |

| 1901 | 1906 | 1911 | 1921 | 1926 | 1931 | 1936 | 1946 | 1954 |
| ---- | ---- | ---- | ---- | ---- | ---- | ---- | ---- | ---- |
| 825  | 848  | 858  | 450  | 662  | 580  | 562  | 545  | 615  |

| 1962 | 1968 | 1975 | 1982 | 1990 | 1999 | 2006 | 2008 | 2013 |
| ---- | ---- | ---- | ---- | ---- | ---- | ---- | ---- | ---- |
| 638  | 723  | 694  | 697  | 689  | 669  | 699  | 708  | 739  |

| 2018 | 2022 | - | - | - | - | - | - | - |
| ---- | ---- | - | - | - | - | - | - | - |
| 736  | 746  | - | - | - | - | - | - | - |

## Culture locale et patrimoine

### Lieux et monuments
- Monastère de Barisis-aux-Bois
- Église Saint-Pierre-et-Saint-Paul de Barisis-aux-Bois, reconstruite après la guerre 1914-1918
- Monument aux morts.
- Monument des résistants.
- Mémorial des veuves et orphelins de guerre.
- Calvaire.

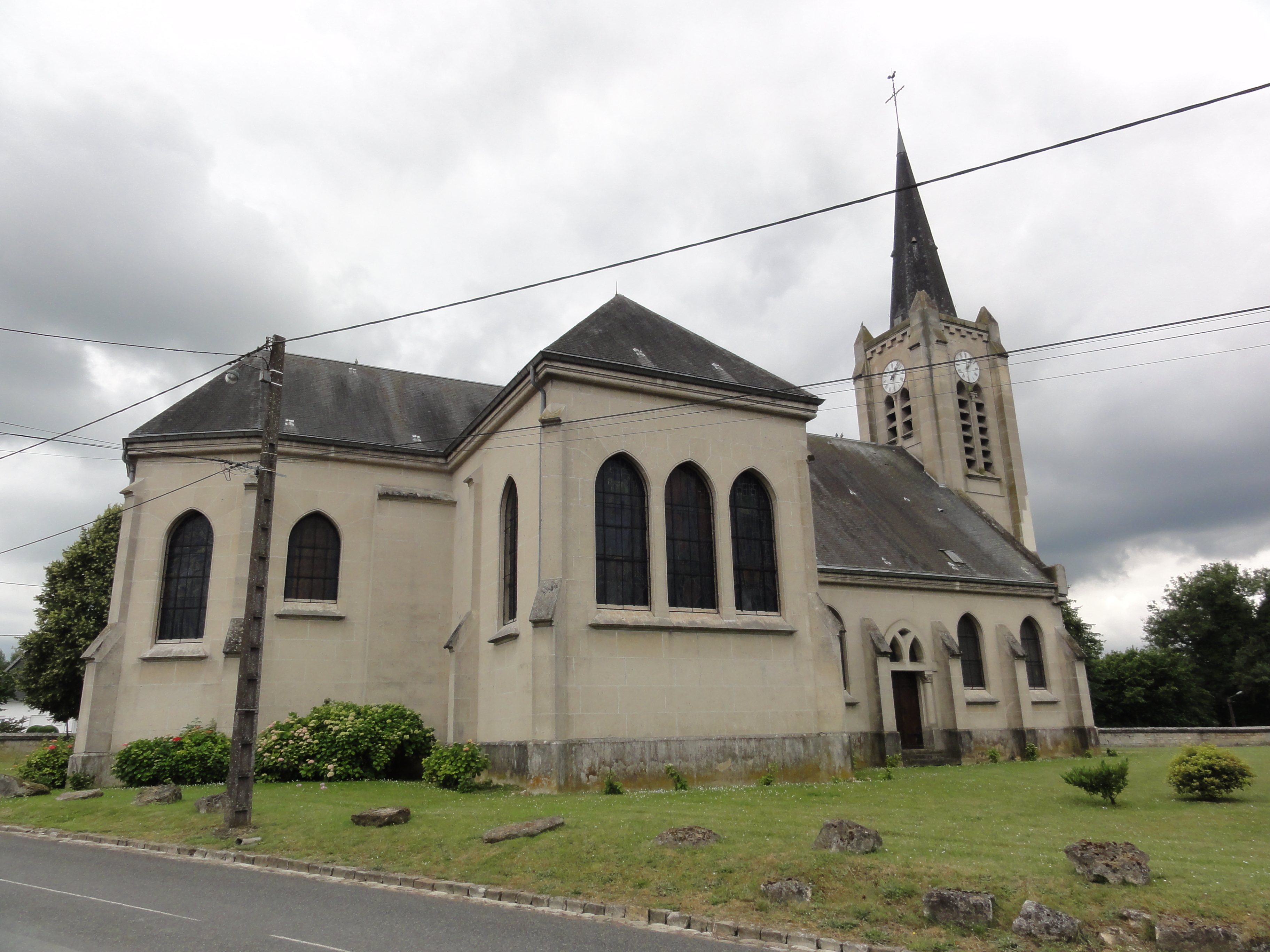
Église Saint-Pierre-et-Saint-Paul.
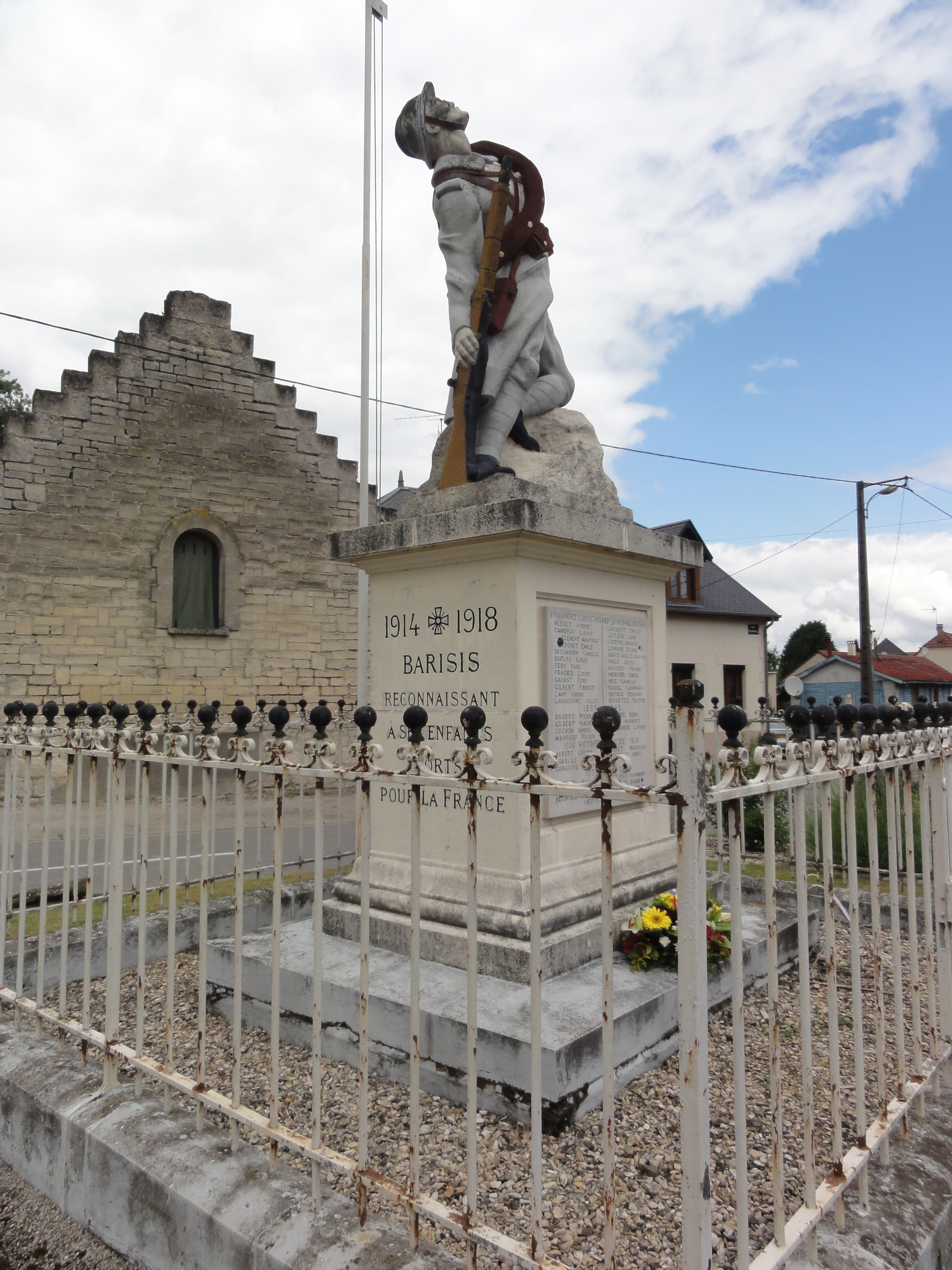
Monument aux morts.
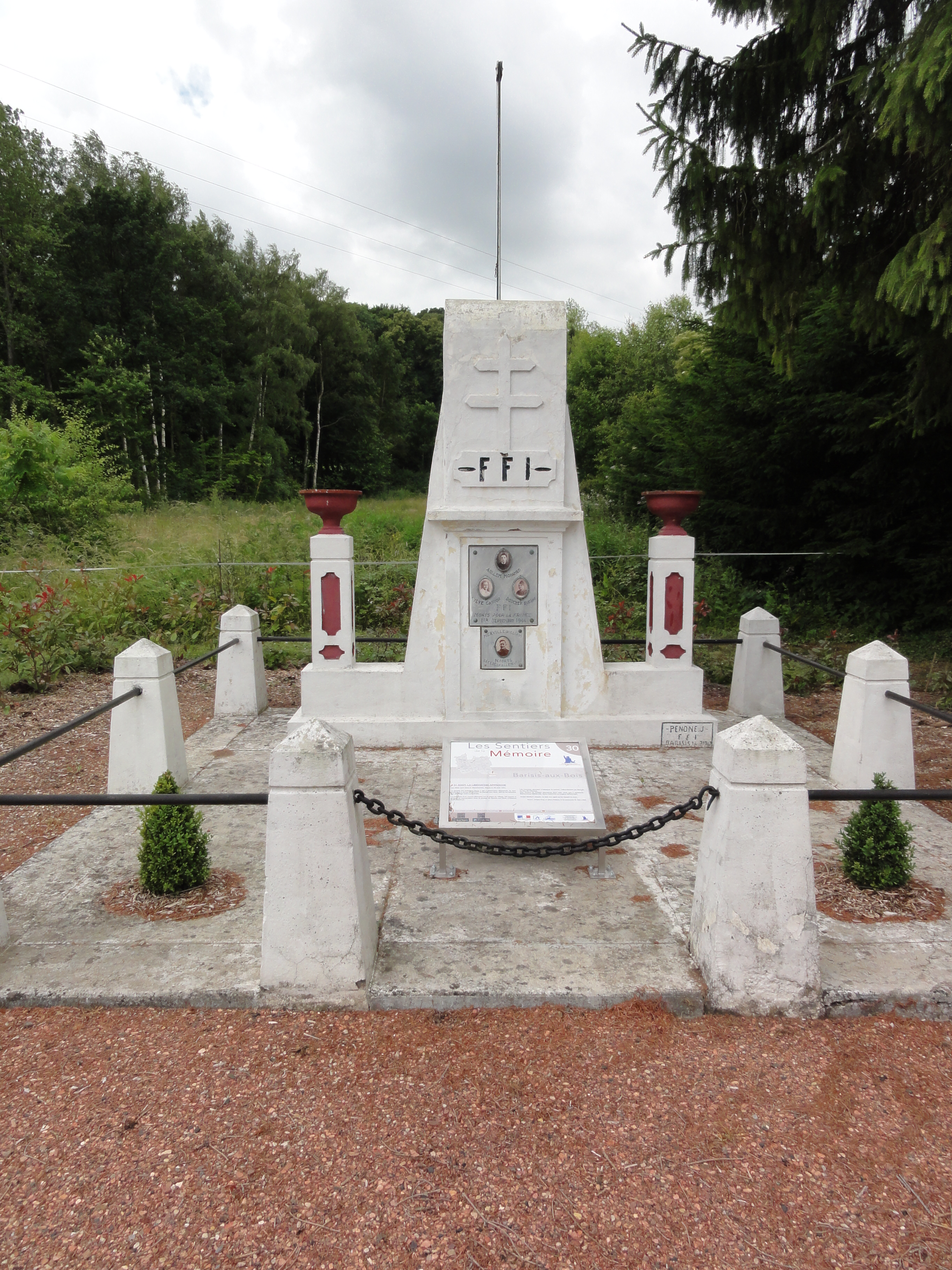
Monument des résistants.
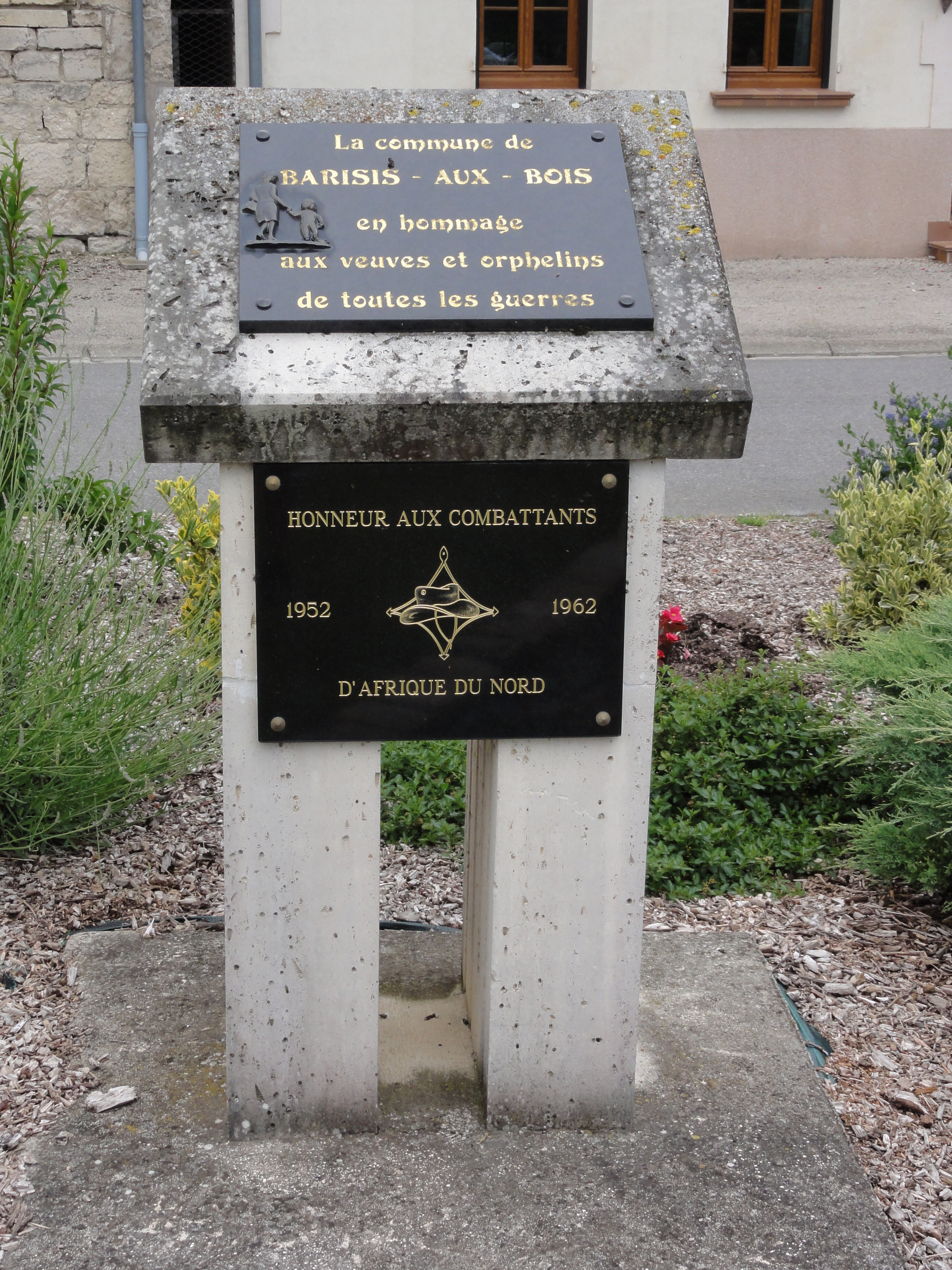
Mémorial des veuves et orphelins de guerre.

### Personnalités liées à la commune
Le peintre Louis Nicolas Lemasle, retiré à Barisis, y meurt le 14 octobre 1876.

### Héraldique
| Blason de Barisis-aux-Bois | Blason  | D'azur au paysage au naturel composé d'un arbre à dextre sur une terrasse herbée senestrée d'une rivière coulant en barre; à la barre d'argent chargée de quatre porcelets contournés au naturel, brochant sur le tout. |
| Blason de Barisis-aux-Bois | Détails | Ce blason a un statut officiel, mais il est considéré comme un pseudo blason, car il contrevient aux règles de l'héraldique                                                                                             |

## Pour approfondir